# Улица Мите Ракића (Београд)
| Улица Мите Ракића | Улица Мите Ракића   |
| ----------------- | ------------------- |
|                   |                     |
| Општина           | Звездара            |
| Почетак           | Вељка Дугошевића 20 |
| Дужина            | 220 m               |
| Ширина            | 5 m                 |
| Створена          | 1940.године         |
|                   |                     |
|                   |                     |
| Улица ноћу        |                     |

Улица Мите Ракића се налази у Београду, на Општини Звездара. Улица се протеже од улице Вељка Дугошевића 20 до Панчине улице. Дуга је 220 метара.

## Назив улице
Улица носи име по познатом српском преводиоцу и публицисти Мити Ракићу. Мита Ракић је познат по свом како политичком, тако и по културном ангажману. Ту своју наклоност показао је још док је био ђак. Он је завршио Велику школу у Београду, а даље усавршавање и образовање стиче у Минхену, Цириху, Гетингену и Лондону.

## Значајни објекти у близини
- Основна школа 1300 каплара
- Техноарт Београд
- Предшколаска установа Зора

## Линије градског превоза
Аутобуси градског превоза који пролазе близу улице Мите Ракаћа су бр. 65, 66 и 74.